# Zurab Kapianidze
Zurab Kapianidze (georgiska: ზურაბ ქაფიანიძე), född 1 april 1937 i Nakieti, Ratja-Letjchumi och Nedre Svanetien, död 4 juli 2011 i Tbilisi, var en georgisk skådespelare och filolog. Mellan år 1999 och 2003 satt han i Georgiens parlament.
År 1979 tilldelades han utmärkelsen "folkets artist i georgiska SSR" och år 1985 fick han statspriset. Kapianidze avled den 4 juli 2011 och begravdes vid Didube pantheon i Tbilisi.